# Orzecznictwo w Sprawach Mieszkaniowych
Orzecznictwo w Sprawach Mieszkaniowych – kwartalnik prawniczy poświęcony sprawom mieszkaniowym. Porusza m.in. kwestie ochrony praw lokatorów i członków spółdzielni mieszkaniowych, a także zagadnienia związane z własnością lokali. Czasopismo jest wydawane przez Wydawnictwo MEDD.